# Rheinisches Fischerfest

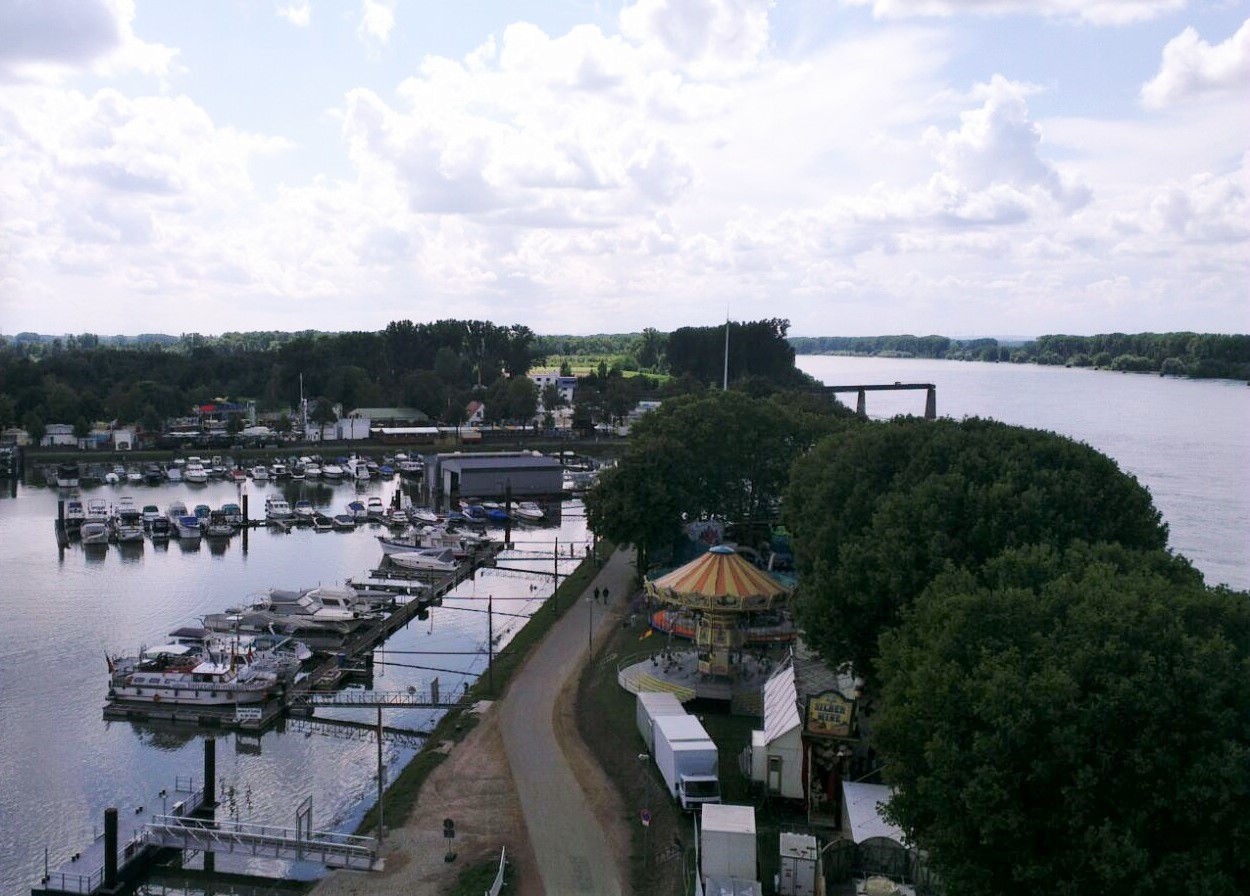
Rheinisches Fischerfest (2014)

Das Rheinische Fischerfest gehört mit bis zu 250.000 Besuchern zu den größten Volksfesten im südhessischen Raum. Es findet jedes Jahr um das erste Augustwochenende in Gernsheim am Rhein statt. Der etwa 33.000 m² große Festplatz ist für fünf Tage geöffnet, zuvor gibt es schon ein Vorprogramm mit Musikveranstaltungen und verschiedenen Sportwettbewerben. Gegründet wurde das Fest 1949 als Versöhnungsgeste zwischen Sport- und Berufsanglern. Zu den Höhepunkten gehören die beiden Feuerwerke und das traditionelle Fischerstechen.
Die Liste der Rheinischen Fischerfest Präsidenten:
| Präsident des Rheinischen Fischerfestes | von – bis   |
| Johann Meister                          | 1949 – 1962 |
| Hans Bikoni                             | 1962 – 1991 |
| Siegfried Melcher                       | 1991 – 2001 |
| Michael Schäfer                         | 2001 – 2024 |
| Heiko Adler                             | 2003 – 2022 |
| Alexander Schmidt                       | 2023 –      |